# Plaque somalienne
Pour les articles homonymes, voir Somalie (homonymie).
La plaque somalienne est une plaque tectonique de la lithosphère de la planète Terre. Sa superficie est de 0,471 92 stéradian. Elle est généralement associée à la plaque africaine.
Elle couvre l'est de l'Afrique et l'ouest de l'océan Indien y compris Madagascar, l'archipel des Comores le plateau des Mascareignes (île Maurice, La Réunion, l'archipel des Seychelles…) ou encore l'archipel de Socotra.
La plaque somalienne est en contact avec les plaques africaine, antarctique, australienne, indienne et arabique.
Ses frontières avec les autres plaques sont formées de rifts sur son bord ouest et constituant la vallée du Grand Rift, de la dorsale centrale indienne sur son bord est et de la dorsale sud-ouest indienne sur son bord sud-est.
Le déplacement de la plaque somalienne se fait à une vitesse de rotation de 0,978 3° par million d'années selon un pôle eulérien situé à 58° 79′ de latitude nord et 81° 64′ de longitude ouest (référentiel : plaque pacifique).
La plaque somalienne s'est créée à partir de la plaque africaine lorsqu'elle s'en est séparée à la suite de l'ouverture de la Vallée du Grand Rift africain au cours du Miocène.

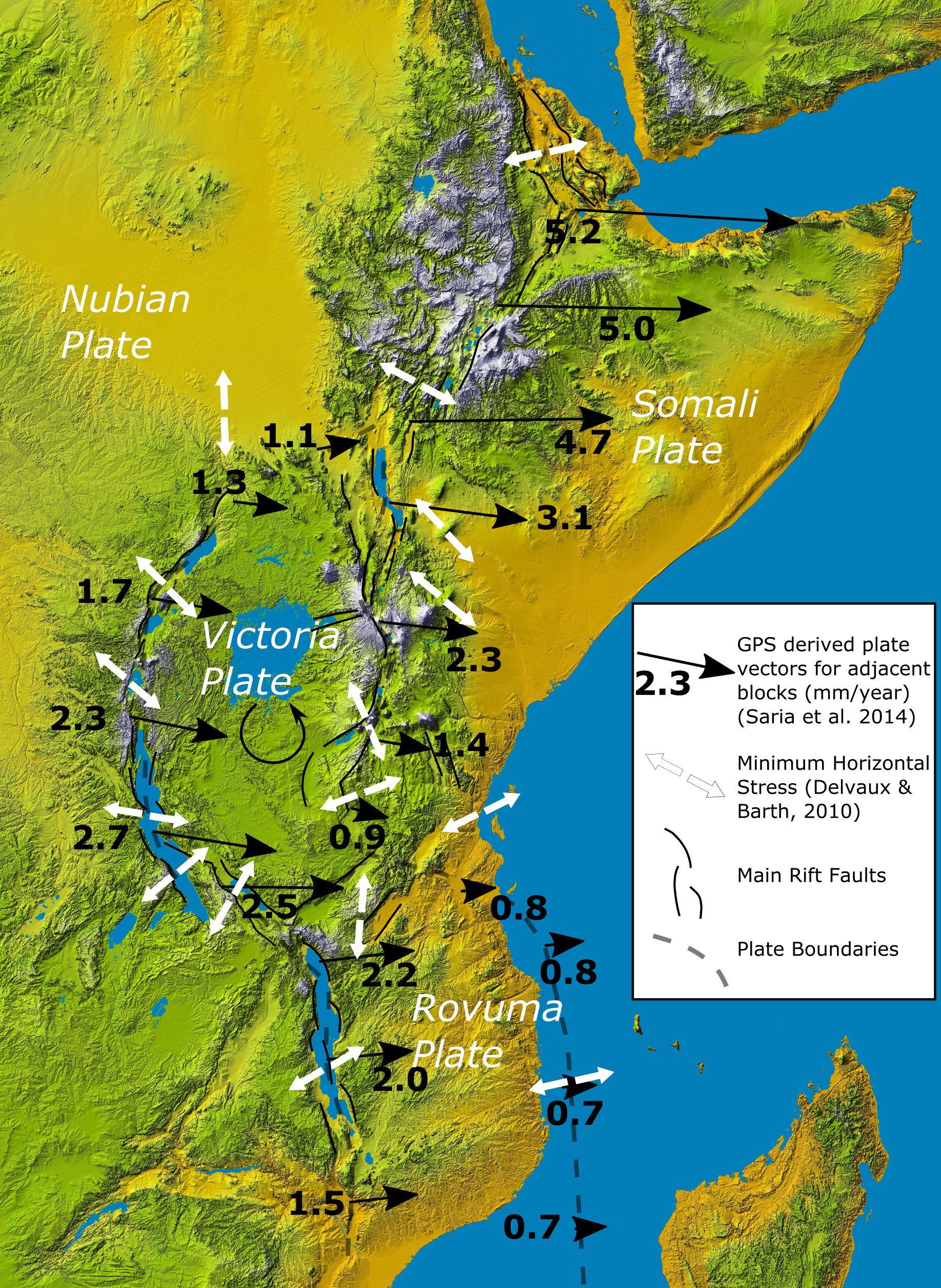
Tectonique de la plaque Somalienne et de ses subdivisions.

En observant en détail les vitesses de déplacement de cette plaque par GPS, on découvre que cette plaque être subdivisé en 4 plaques ayant des vitesses et des directions de déplacement légèrement différentes: la plaque somalienne sensu stricto qui couvre le nord de la région, la plaque Victoria (en) qui couvre le lac du même nom, la plaque de Rovuma (en) dans la région du Mozambique, et la plaque Lwandle qui couvre la partie sud-ouest de l'Océan Indien et l'ile de Madagascar.

## Sources
1. ↑  D.S. Stamps, C. Kreemer, R. Fernandes et T.A. Rajaonarison, « Redefining East African Rift System kinematics », Geology, vol. 49, no 2,‎ 23 septembre 2021, p. 150–155 (ISSN 0091-7613, DOI 10.1130/G47985.1, lire en ligne, consulté le 20 mai 2025)

- (en) Peter Bird, An updated digital model of plate boundaries, vol. 4, Geochemistry Geophysics Geosystems, 14 mars 2003 (DOI 10.1029/2001GC000252, Bibcode 2003GGG.....4.1027B, lire en ligne)